# Alexander Nóvikov
Alexander Alexándrovich Nóvikov (em russo:  Алекса́ндр Алекса́ндрович Но́виков, 19 de novembro [Calend. juliano: 6  de novembro] 1900 - 3 de dezembro de 1976) foi um destacado militar russo, Marechal Comandante da Aviação da Força Aérea Soviética durante a Segunda Guerra Mundial. Louvado como "o homem que pilotou a Força Aérea Vermelha através desde seus dias escuros até a sua glória atual" e o "mestre do poder tático aéreo", ele foi duas vezes condecorado com o título de Herói da União Soviética, bem como com diversas outras condecorações soviéticas e estrangeiras.
Um talentoso comandante e um dos principais homens das forças armadas soviéticas, Nóvikov esteve envolvido em quase todas as conquistas das forças aéreas do seu país durante a Segunda Guerra Mundial, e esteve na vanguarda dos desenvolvimentos em comando e controle e em técnicas de combate aéreo.
Depois da guerra, Nóvikov foi preso por ordem do Politburo e foi forçado pelo chefe do NKVD, Lavrenti Beria, a realizar uma confissão, amplamente considerada fictícia, implicando o Marechal Júkov em uma conspiração. Nóvikov permaneceu preso até a morte de Joseph Stalin, em 1953, quando então foi reintegrado à força aérea soviética. Alguns anos depois ele se tornou professor e autor na área da aviônica, ofícios esses que manteve até o final da vida.

## Início da vida e carreira
Nóvikov nasceu em Kriukovo, uma aldeia na comuna de Nerekhta, no Oblast de Kostroma. Em 1919 ele se tornou soldado de infantaria no Exército Vermelho e, em 1920, tornou-se membro do partido.
Ele serviu no 384º regimento do 7º Exército russo, e ajudou a acabar com a revolta de Kronstadt em março de 1921. No ano seguinte, ele serviu como comandante de pelotão durante as lutas anti-guerrilha no Cáucaso. Tendo se formado na Academia Militar de Frunze em 1930, Nóvikov transferiu-se para a força aérea em 1933, e serviu como chefe de operações até 1935, quando assumiu o comando de um esquadrão de bombardeiros leves.
Nóvikov foi expulso do partido e das forças armadas em 1937, mas foi readmitido pelo comissário do Distrito Militar da Bielorrússia, A. I. Mezis. Ele então serviu como chefe do pessoal da força aérea do Distrito Militar de Leningrado, antes de servir na Guerra de Inverno, entre 1939 e 1940. Por seu serviço no conflito, ele foi promovido a major-general e recebeu a Ordem de Lênin. Nóvikov continuou a comandar as Forças Aéreas do Distrito Militar de Leningrado até a eclosão da Segunda Guerra Mundial.

## Segunda Guerra Mundial
Durante os primeiros contratempos do exército russo nas mãos da Alemanha nazista, Nóvikov e as forças aéreas de Leningrado participaram de vários ataques contra o avanço dos exércitos alemães, incluindo a primeira operação aérea soviética na guerra, de 25 a 30 de junho de 1941, que custou aos alemães 130 aeronaves. Durante esse período, Nóvikov ficou conhecido por sua habilidade no comando e por sua inovação, particularmente o uso então desconhecido do rádio para coordenar os voos de bombardeiros. Em julho de 1941, quando os alemães se aproximaram de Leningrado, Nóvikov teve seu comando expandido, para incluir as forças aéreas da Frente Norte, da Frente Noroeste e da Frota Báltica, e Nóvikov e suas forças realizaram 16.567 voos.

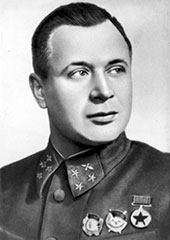
Nóvikov, em 1941, já durante a Segunda Guerra Mundial.

Nóvikov ocupou brevemente o cargo de Primeiro Adjunto do Comandante da Aeronáutica, de fevereiro a 11 de abril de 1942. Ele então tornou-se comandante da Força Aérea do Exército Vermelho - subordinado apenas ao Comissário do Povo de Defesa da URSS para a Aviação, posição esta que lhe permitiu começar a reorganizar a força aérea soviética. Ele trabalhou para a criação de divisões e corpos aéreos separados, bem como para a melhoria da coordenação da linha de frente. Durante o cerco a Stalingrado, Nóvikov persuadiu com êxito o marechal Júkov, e depois Josef Stalin, de que a força aérea não estava preparada para uma contra-ofensiva planejada, um argumento ao qual os dois comandantes acabaram cedendo. Após um período substancial de desenvolvimento, Nóvikov conseguiu fornecer a Júkov um bloqueio aéreo das forças alemãs em Stalingrado, juntamente com a destruição de 1.200 aviões inimigos. Operações posteriores sobre Kuban destruíram outros 1.100 aviões germânicos.
Na Batalha de Kursk, Nóvikov introduziu novas inovações, como cargas ocas, caças noturnos e aeronaves de ataque ao solo. Na Batalha de Königsberg Nóvikov disponibilizou 2.500 aeronaves de combate para os exércitos sitiantes, e ordenou pesados bombardeios noturnos de baixa altitude. Um total de 514 bombardeiros lançaram 4.440 toneladas de bombas na cidade sitiada. Por sua parte na operação, Nóvikov foi feito Herói da União Soviética, e, em 24 de junho de 1944, os Estados Unidos concederam-lhe a Legião do Mérito. Nóvikov foi então transferido para o teatro do Pacífico, para lutar contra o Japão. Por seu trabalho na formação de grandes exércitos aéreos para bombardear as forças japonesas na China e na Coréia, Nóvikov foi feito Herói da União Soviética pela segunda vez.

## Carreira no pós-guerra

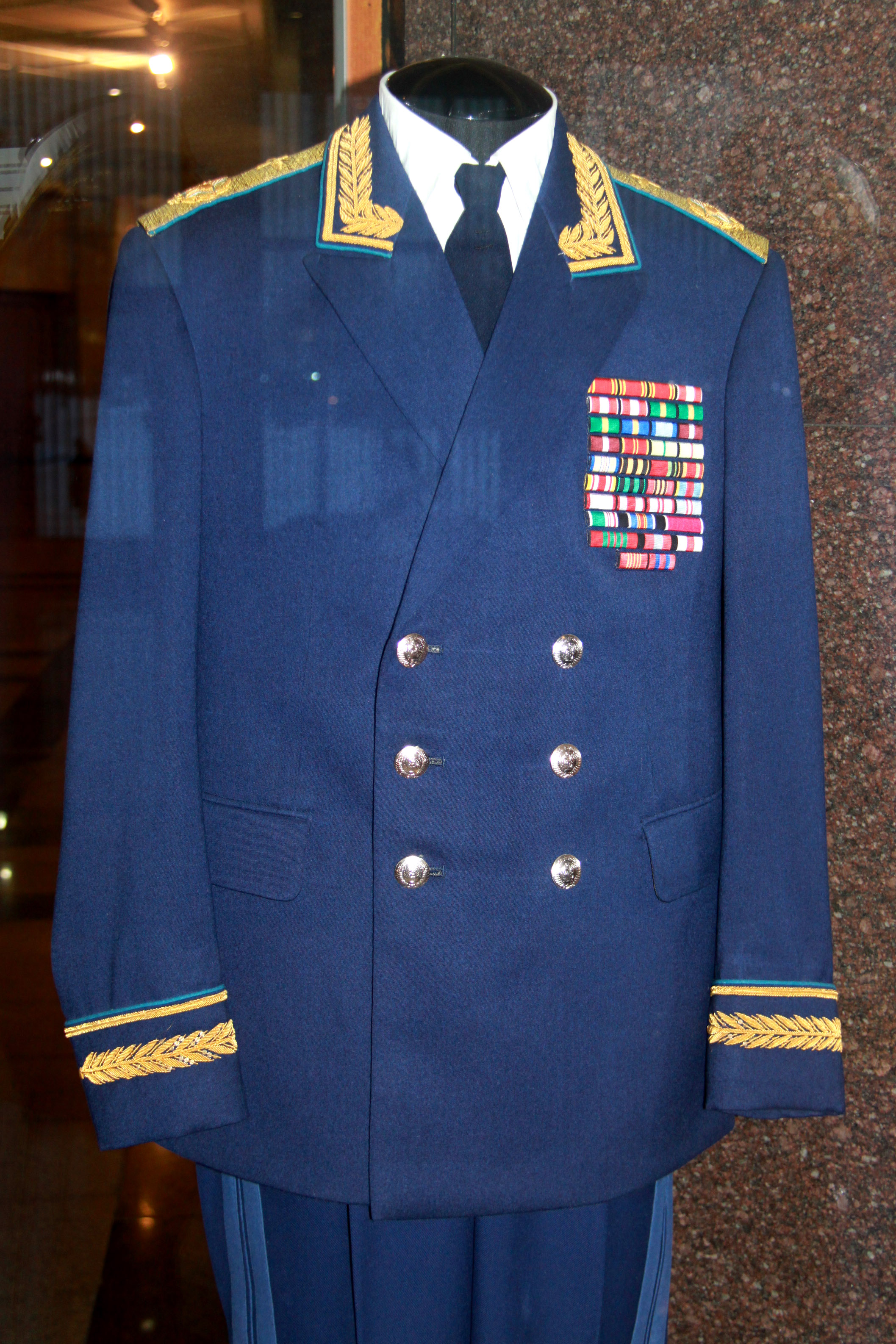
Uniforme de desfile de Nóvikov, exposto no Museu Central da Grande Guerra Patriótica, em Moscou.

Em 16 de janeiro de 1946, Novikov submeteu Stálin planos que estabeleceriam as bases da moderna força aérea soviética e da indústria que a abasteceria. Em 22 de abril de 1946, no entanto, antes que esses planos pudessem ser promulgados, Novikov foi destituído de sua posição e títulos, e depois preso. A razão para isso foi que na Conferência de Potsdam descobriu-se que os Estados Unidos tinham melhores aviões de espionagem do que a União Soviética. Ele foi interrogado e torturado no dia seguinte e novamente entre 4 de maio e 8 de maio de 1946, por Lavrenti Beria, antes de ser forçado a ler uma confissão ao Politburo, envolvendo o marechal Júkov. Novikov foi julgado pelo Collegium Militar e sentenciado a quinze anos em um campo de trabalho.
Novikov foi libertado em 29 de junho de 1953, após seis anos de prisão, em seguida à morte de Stálin. Ele foi então reintegrado como Chefe Marechal da Aviação, onde pôde colocar suas idéias em prática. Um plano para o uso de aviões a jato e armas nucleares, para travar uma possível guerra futura com os Estados Unidos, foi apresentado por Novikov a Nikita Khrushchov. Este, contudo, recusou a proposta em favor de mísseis balísticos.
Após sua aposentadoria em 1958, Novikov aceitou uma oferta para se tornar chefe da Escola Superior de Aviação Civil em Leningrado, onde trabalhou por dez anos. Ele se tornou professor, e, em 1961, recebeu a Ordem do Estandarte Vermelho.
Nessa fase final de sua vida, Novikov escreveu trabalhos sobre aviação e guerra, que foram usados para educar novos pilotos da força aérea soviética. Ele morreu aos 74 anos, em 3 de dezembro de 1976.

## Honras e condecorações
- Duas vezes Herói da União Soviética
- Três Ordens de Lenin
- Três Ordens do Estandarte Vermelho
- Três Ordens de Suvorov, 1ª classe
- Ordem de Kutuzov, 1ª classe
- Ordem do Estandarte Vermelho do Trabalho
- Duas Ordens da Estrela Vermelha
- Medalha do Jubileu "Pelo Valor Militar - Em Comemoração do 100º Aniversário do Nascimento de Vladimir Ilitch Lenin"
- Medalha "Pela defesa de Leningrado"
- Medalha "Pela defesa de Stalingrado"
- Medalha "Pela vitória sobre a Alemanha na Grande Guerra Patriótica 1941-1945"
- Medalha do Jubileu "Vinte Anos da Vitória na Grande Guerra Patriótica 1941-1945"
- Medalha do Jubileu "Trinta Anos de Vitória na Grande Guerra Patriótica 1941-1945"
- Medalha "Pela vitória sobre o Japão"
- Medalha "Pela Captura de Königsberg"
- Medalha "Pela captura de Berlim"
- Medalha "Veterano das Forças Armadas da URSS"
- Medalha do Jubileu "XX Anos do Exército Vermelho dos Trabalhadores e Camponeses"
- Medalha do Jubileu "30 Anos do Exército e da Marinha Soviéticos"
- Medalha do Jubileu "40 anos das Forças Armadas da URSS"
- Medalha do Jubileu "50 anos das Forças Armadas da URSS"
- Medalha "Em Comemoração do 250º Aniversário de Leningrado"
- Comandante Chefe da Legião do Mérito (EUA)
- Grã-Cruz da Ordem da Legião de Honra (França)
- Ordem do Estandarte Vermelho (Mongólia)
- Ordem da Estrela Polar (Mongólia)